# Maison de la culture arménienne de Décines
La Maison de la culture arménienne de Décines (MCAD) est une institution communautaire arménienne à vocation culturelle, sociale et éducative, créée le 29 mai 1977 à Décines, dans la banlieue est de Lyon. Elle est affiliée à la Maison de la culture de Paris et est créée sous la forme d'une association loi de 1901. La MCAD a succédé au foyer populaire, qui a été inauguré le 30 octobre 1932, après six mois de travaux menés par les nouveaux arrivants, rescapés du génocide de 1915-1918. Elle est située 15 rue du 24-avril-1915 à Décines-Charpieu.

## Histoire

Logotype du lieu.

Venue à Décines vers 1925 comme ouvriers dans la nouvelle Société lyonnaise de soie artificielle, la communauté arménienne représente alors la moitié de la population locale, évaluée à 3 602 habitants (en 1926), et donne une dynamique économique à cette commune rurale en ouvrant (avec les Grecs) des échoppes et autres commerces en tout genre. Des associations arméniennes (sportives, culturelles, féminines, cultuelles, régionalistes, politiques, de jeunesse, etc.) se forment aussitôt et se réunissent dans les cafés avant de choisir pour domicile ce foyer, édifié par l'ensemble des Arméniens qui avaient obligation d'apporter leur contribution soit l'outil à la main, soit en numéraire.
Restaurée, la MCAD a pris une dimension nationale avec la création le 7 décembre 1980 d'un centre d'études, de documentation et d'informations (CEDIA), en organisant notamment un symposium international sur l'architecture arménienne le 11 et 12 octobre 1980, un stage national sur la sociologie des Arméniens le 17 et 18 octobre 1981, un colloque international sur la musique arménienne du 23 au 30 octobre 1982, un festival du cinéma arménien du 19 au 25 octobre 1983, un colloque sur les liens arméno-kurdes le 8 et 9 décembre 1984 et sur les relations France/Arménie le 27 juin 1992, une conférence sur l'Arménie dans l'Empire ottoman le 26 janvier 2006, et un symposium européen sur la mémoire arménienne le 25 et 26 mai 2007.
La MCAD a été à l'initiative de la construction du Centre National de la Mémoire Arménienne, inauguré le 20 octobre 2013, grâce aussi à des partenaires financiers, comme la Région Rhône-Alpes, le département du Rhône, le Grand-Lyon, la Fondation Bullukian, les communes de Décines-Charpieu et de Meyzieu, etc.
La MCAD est profanée par des vandales se réclamant des Loups gris dans la nuit 31 octobre au 1er novembre 2020.

## Activités
La durée d'activité de la maison de la culture s'étend de septembre à juin et comprend des activités permanentes et ponctuelles. La bibliothèque et les bureaux sont ouverts du lundi au samedi. Un restaurant associatif fonctionne tous les midis du lundi au samedi. La bibliothèque et le restaurant ont été transférés en janvier 2013 dans les locaux du Centre National de la Mémoire Arménienne, 32 rue du 24 avril 1915 à Décines-Charpieu (69150).
La MCAD éditait également une revue, MCA vive  (ISSN 0989-2214).